# Sour John (Oklahoma)
Sour John es un lugar designado por el censo ubicado en el condado de Muskogee en el estado estadounidense de Oklahoma. En el Censo de 2010 tenía una población de 60 habitantes y una densidad poblacional de 6,58 personas por km².

## Geografía
Sour John se encuentra ubicado en las coordenadas 35°37′14″N 95°8′36″O / 35.62056, -95.14333. Según la Oficina del Censo de los Estados Unidos, Sour John tiene una superficie total de 14.68 km², de la cual 14.68 km² corresponden a tierra firme y (0%) 0 km² es agua.

## Demografía
Según el censo de 2010, había 60 personas residiendo en Sour John. La densidad de población era de 6,58 hab./km². De los 60 habitantes, Sour John estaba compuesto por el 56.67% blancos, el 0% eran afroamericanos, el 18.33% eran amerindios, el 1.67% eran asiáticos, el 0% eran isleños del Pacífico, el 0% eran de otras razas y el 23.33% pertenecían a dos o más razas. Del total de la población el 0% eran hispanos o latinos de cualquier raza.